# Orki

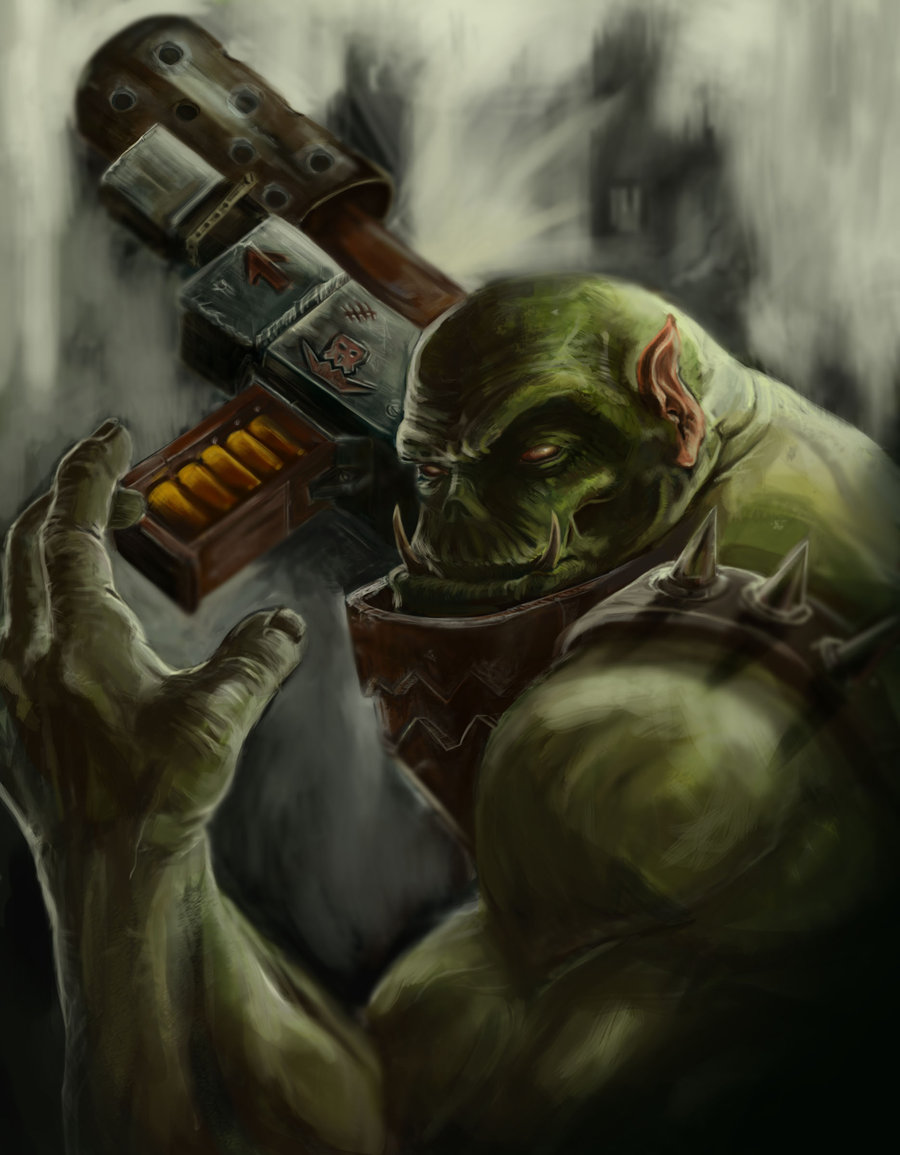
For the Love of Waaagh, illustrazione di Morgan Bishop.

Gli Orki sono una delle razze dell'universo immaginario di Warhammer 40.000, basati sulla loro controparte di Warhammer Fantasy.

## Razze Orkoidi

### Krork
Nell'universo di Warhammer 40.000 i Krork, più comunemente definiti "Orki" (in originale Orks), mantengono quella brutalità e ferocia primitive che li caratterizzano un po' ovunque. Gli Orki sono la più diffusa e guerrafondaia razza di alieni nella galassia del 41° millennio. Si potrebbe dire che essi vivano per null'altro se non combattere. Sono costantemente in battaglia, contro qualunque cosa si pari sulla loro strada, persino membri della loro stessa razza. Possibilmente l'unica cosa che trattiene gli Orki dal cacciare e distruggere tutto nella galassia è la loro incapacità di organizzarsi. Se un giorno dovessero unirsi, probabilmente sarebbero capaci di schiacciare qualunque opposizione.
In breve, un Orko è un mostro alieno feroce e muscoloso, capace di spezzare la colonna vertebrale di un uomo a mani nude. La loro pelle verde è estremamente resistente. In combattimento, sono capaci di trasformare anche gli oggetti più comuni in letali armi da guerra. Gli Orki non sono certamente le creature più intelligenti della galassia, ma possiedono una certa scaltrezza che spesso prende di sorpresa i generali troppo sicuri di sé.
Un Orko varia molto in altezza, in quanto sono diversi tra loro, tuttavia i grandi Kapoguerra superano anche i tre metri di altezza. Gli Orki sono caratterizzati da una spessa pelle verde e arti muscolosi, un cranio munito di una mascella pronunciata e molto resistente, se paragonato a quello degli esseri umani. Un Orko ha dei sensi molto più sviluppati di quelli di un essere umano. Se si vuole avere un'idea generale piuttosto vaga, sono un miscuglio di caratteristiche di goblin, orchi e troll.
In linea di massima un Orko tende ad essere particolarmente violento in qualsiasi situazione, molto spesso combattono per uccidere e razziare, ma capita altrettanto spesso che, assieme alle armi, rapiscano anche esseri viventi da utilizzare come schiavi. Diversi umani sono riusciti a diventare schiavi personali dei Kapoguerra. Nella terza edizione del Codex degli Orki, si parla di un Kapoguerra chiamato Nazdreg che, particolarmente intelligente, trattava i suoi schiavi più umanamente, ma anche punendoli se necessario, assicurandosi così un aumento della produzione di armi.
Il loro Kapo (in originale Boss) è semplicemente il più forte, come nelle vecchie culture tribali europee (ad esempio gli Scoti). Inoltre questi xenomorfi prosperano nella guerra, infatti, come hanno constatato gli scienziati dell'Imperium la loro forza cresce dopo ogni battaglia e quindi dopo poco tempo dall'inizio della guerra diventano enormemente muscolosi e resistenti. Generalmente l'Orda degli Orki è composta da un Kapoguerra e da diverse bande di ragazzi, che possono avere i più svariati ruoli.

### Gretchin
I Gretchin hanno un'anatomia simile a quella degli Orki, ma sono decisamente meno forti e aggressivi. In compenso i Gretchin possiedono una buona dose di intelligenza e sono più portati verso l'apprendimento. Talvolta conosciuti come "Sgorbi", i Gretchin sono più numerosi degli Orki. Si muovono furtivamente su gambe ossute attorno ai Pelleverde più grandi, tendendo a rubacchiare a quanti sono troppo incauti. Hanno grosse teste bulbose dotate di orecchie triangolari che si muovono indipendentemente, denti corti che riempiono le loro bocche e un grosso naso che conferisce loro un eccezionale senso dell'olfatto che, unito a un buon udito e a una buona vista, permette loro di muoversi bene anche al buio e a sopravvivere negli ambienti peggiori. Tutti questi tratti, uniti a un forte senso di preservazione, hanno permesso ai Gretchin di vivere in una società piena di pericoli. Talvolta alcuni Gretchin sono in grado di sviluppare una sorta di rudimentale sesto senso, o fortuna sfacciata, che dir si voglia.
Singolarmente è probabile che un Gretchin ponga un basso pericolo per un nemico di taglia umana, tuttavia generalmente questi mostriciattoli tendono a non scendere in battaglia se non accompagnati da almeno una dozzina di compagni. Nei campi di battaglia i Gretchin possono tanto riunirsi in calche litigiose armate alla bell'e meglio, quanto guidare l'artiglieria con cui bombardano i nemici distanti. Di tanto in tanto, un Gretchin può anche arrivare a pilotare una delle "Lattine Azzazzine", pericolosi veicoli bipedi fatti su misura per loro.
I Gretchin sono abbastanza contenti del loro ruolo nella società Orkoide. Non nutrono molto risentimento nei confronti dei padroni Orki, che sono per loro solo un fatto di vita e per i quali è raro che provino alcuna fedeltà. Individualmente un Gretchin può puntare a un'esistenza relativamente confortevole se serve bene il suo padrone Orko o se è abbastanza sveglio. La maggior parte degli Sgorbi è usata come servitù personale degli Orki, ma capita abbastanza spesso che siano loro a organizzare i lavori, consegnare messaggi e occuparsi dei trasporti (l'organizzazione non è il punto forte degli Orki). I Gretchin hanno creato una vera e propria sub-cultura nella società dominata dagli Orki. Molti Gretchin lavorano in proprio dirigendo il business del mercato nero, vendendo birra di funghi e Squig arrostiti, dirigendo le scommesse sugli esiti delle battaglie oppure derubando gli averi dei cadaveri sui campi di battaglia.
Nel gioco Gorkamorka, ambientato nell'universo di Warhammer 40.000, nel pianeta Angelis viene rilevata l'esistenza di una comunità di Sgorbi Ribelli, capeggiati dal famigerato bandito denominato Gobbo Rosso (probabilmente in una parodia dell'armata rossa). Questa comunità veniva trattata particolarmente male dai suoi padroni Orki, così un giorno decise di ribellarsi. Tuttavia, gli Orki lo vennero a sapere e ne uccisero molti. Ma tanti altri sopravvissero e fuggirono nel deserto, formando una comunità a sé stante. Molti Orki non prendono sul serio il pericolo di questi banditi, tuttavia intere bande che sono entrate nei loro territori non hanno più fatto ritorno.

### Snotling
Quella degli Snotling è la più piccola tra le razze Orkoidi. Spesso lavorano, trasportano e consegnano cose per conto di Gretchin e Orki o compiono altri piccoli lavori. Sono spesso conosciuti con il nome di "Kakkole".
Hanno l'aspetto di piccoli Gretchin immaturi. In ogni tribù Orkoide questi microscopici Pelleverde sono onnipresenti. Gli Snotling sono molto piccoli, il che li rende combattenti scarsi, ma anche poco intelligenti. La loro mentalità è simile a quella dei bambini umani, ma comunque trovano un'utilità nella società Orkoide data la loro particolare affinità con le forme di vita fungoidi (maggiore rispetto alle altre razze). Spesso infatti provvedono alla coltivazione di funghi per preparare medicine, bevande e cibo e nell'allevamento degli Squig. Talvolta sono utilizzati come animali da compagnia da determinati Orki.
Gli Orkoidi più grandi trattano queste piccole creature con un certo affetto, come quello che un uomo potrebbe nutrire per un animale domestico.
Alcuni sostengono che questa razza fu creata dagli Antichi o dai loro sottoposti Slann molti milioni di anni fa come una razza super intelligente che diede origine alle altre razze Orkoidi, cioè la cosiddetta "Specie perduta".
Nella nuova edizione del Codex degli Orki, gli Snotling fanno da munizioni per uno speciale tipo di arma, che li teletrasporta attraverso il Warp all'interno dei nemici.

### Squig
Le Bestie Squiggose, o Squig come sono più comunemente definiti, rappresentano una forma di vita animale essenziale per l'ecologia Orkoide (o Orkologia): essi infatti rappresentano una fonte di nutrimento basilare, anche se possono assumere altre funzioni meno importanti. Queste bestie fameliche vengono generalmente allevate dagli Snotling e spesso sono tenute come animali di compagnia, da caccia o da battaglia da parte di alcuni Orki. Esiste anche lo Squiggoth, che è la versione fortemente sviluppata di uno Squig.

### Brainboyz
Molte delle razze evolute della galassia hanno immaginato da dove potessero provenire gli onnipresenti Orkoidi, ma finora si presuppone soltanto che si siano cominciati a espandere per l'angolo più remoto della galassia. Le vere origini sono misteriose, poiché gli Orki tendono a non conservare documentazioni scritte, piuttosto contano sulla tradizione orale e i racconti mitici.
Generalmente questo genere di racconti è tramandato dagli Zkiavizti (originale: Runtherdz), quegli Orki che si occupano dell'allevamento e l'addestramento delle razze Orkoidi più piccole. Loro parlano di una leggendaria casta Orkoide che creò gli Orki di oggi per essere protetti. Sebbene sia difficile da credere, questa razza era estremamente intelligente e aveva il dominio sulle altre caste Orkoidi. Questa razza era più piccola dei suoi sottoposti Orki e Gretchin, e creò i primi per difenderli dai nemici, mentre i secondi erano una casta intermedia tra le altre due razze.
Ebbero una notevole importanza per la civilizzazione della società Orkoide, portarono la tecnologia e diressero la loro espansione attraverso le stelle. Un giorno una tragedia immane li fece scomparire tutti, alcuni parlano di un'epidemia che si diffuse facendoli regredire drasticamente, altri di una grande ribellione da parte degli Orki.

## Fisiologia Orkoide
Gli Orkoidi sono dotati, oltre ad una elica di DNA come gli umani, anche di un fattore genetico fungoide che è causa della loro resistenza e della loro riproduzione.
Si riproducono per via asessuata, infatti in ogni momento della loro vita rilasciano inconsciamente delle spore, simili a quelle dei funghi, che, trovate le condizioni adatte di sopravvivenza, germogliano, e da lì nascerà un nuovo individuo che in poco tempo sarà perfettamente formato. Le spore tendono a morire se isolate o se si trovano in una comunità Orkoide già formata. Le spore hanno generalmente bisogno di un luogo umido per germogliare, tuttavia una bassa percentuale ha capacità di crescere anche in situazioni di assoluta aridità. Questo rende gli Orkoidi praticamente adatti a qualsiasi genere di luoghi.
Come se non bastasse, gli Orkoidi sono particolarmente resistenti grazie a questo fattore genetico, infatti ogni ferita in poche ore è completamente rimarginata ed è molto difficile che un Orkoide muoia dissanguato, indipendentemente dalla gravità della ferita.
Un'altra peculiarità unica di queste specie è che le conoscenze tecniche sono direttamente riportate nel loro DNA, infatti ogni Orko o Gretchin che sia, conosce istintivamente le tecniche apprese dal suo genitore, naturalmente a uno stato grezzo e inconscio: in pratica un Orko meccanico è in grado di costruire armi e veicoli, ma nella maggior parte dei casi non sa spiegarsi come, poiché è una conoscenza ereditaria.

## Emanazioni Psioniche
Un'altra particolarità di questa razza è costituita dalle loro emanazioni psioniche. Esse, quando sono particolarmente forti, permettono ad alcuni di loro di lanciare poteri particolarmente devastanti, proprio come gli psionici umani. Tuttavia questa aura influenza anche il funzionamento di veicoli ed armi: armi e veicoli che normalmente non funzionerebbero a causa della conformazione tecnica possono funzionare grazie all'azione dell'aura psionica Orkoide, cioè alla semplice convinzione che quel mezzo possa funzionare o funzionare meglio di altri.
Tra gli Orki, infatti, è credenza comune che i veicoli rossi siano più veloci di altri e, in effetti, proprio questa credenza permette loro di essere più veloci.

## Società Orkoide
La gerarchia nella società Orkoide è dettata dalla forza e dal carisma. Tra le razze Orkoidi, quella più grande è quella degli Orki, quindi in una tribù generica è un Orko ad avere il comando, ed è il più grande e grosso, che generalmente rimpiazza il precedente capo con la violenza, esattamente come nel mondo animale. Questo leader è chiamato Kapoguerra e guida una tribù, ma può capitare che un Kapoguerra più astuto e carismatico di altri riesca a portare a sé le altre tribù e gli altri Kapiguerra: questi sono chiamati Gran Kapiguerra e non guidano più una semplice tribù, bensì un impero. Al di sotto del Kapoguerra vi sono i Kapi, che rappresentano la "nobiltà" Orkoide e guidano le bande di Orki più piccoli in battaglia. Dopo i Kapi ci sono rispettivamente gli Zfregiati, cioè guerrieri veterani particolarmente forti, i Ragazzi, cioè i guerrieri comuni che generalmente non superano i due metri di altezza, e i Pivelli, i giovani ancora relativamente piccoli.
Al di sotto dei Ragazzi ci sono schiavi, lavoratori e servi, tutti ruoli coperti dai Gretchin, ma anche da razze aliene soggiogate, tuttavia tra i Gretchin esiste una gerarchia interna (Kapo ecc.) che però è dovuta anche dal loro eventuale padrone, infatti capita alle volte che un servitore personale di un Kapoguerra riesca a fungere da consigliere, ottenendo così un certo potere; è capitato più volte che un Gretchin si scoprisse il vero cervello dietro una tribù Orkoide, utilizzando la loro posizione per plagiare le deboli menti degli Orki.
All'interno della società Orkoide svolgono un ruolo fondamentale i "Tipi Ztrani", ossia Orkoidi con conoscenze e capacità particolari, tra i quali si annoverano generalmente: psionici (in originale "Weirdboyz"), Dok Pazzi (Painboyz), cioè Orki con abilità mediche e chirurgiche, Mekkanici (Mek), con conoscenze ingegneristiche di vario tipo, Zkiavizti, che si occupano dell'allevamento e l'addestramento di vari membri di specie più piccole, e infine gli Ztrillatori (Yellerz), che sono Orki dalla voce particolarmente forte e che fungono da casta sacerdotale, predicando con le loro voci soprannaturali, ma non appaiono nel gioco.

## Personaggi Orkoidi importanti

### Ghazghkull Mag Uruk Thraka
Ghazghkull era un normale Orko appartenente al Clan dei Tori Furiozi, sul mondo di Urk. Durante una razzia, venne ferito gravemente alla testa, ma fu salvato dalle abilità mediche del Dok. Quando si svegliò affermò che gli dèi degli Orki, Gork e Mork, lo avevano contattato in sogno, ordinandogli di condurre grandi orde per distruggere i nemici degli Orki e schiavizzare i sopravvissuti.
Ben presto Ghazghkull fu oggetto di grande ammirazione da parte degli altri Orki per la sua forza e il suo coraggio, e il fatto che venisse spesso colto da improvvise visioni lo rese un profeta della Waaagh! Una volta raggiunto il massimo potere su Urk, Ghazghkull riuscì a diventare Kapoguerra e a organizzare una mastodontica Waaagh! contro gli uomini. I suoi seguaci Orki avevano avanti solo due possibilità: seguire Ghazghkull o morire. Attaccare il mondo formicaio di Armageddon avrebbe deciso le sorti dell'Imperium, infatti, se quel pianeta fosse caduto, sarebbe bastato poco agli Orki per giungere fino alla Terra.
Malgrado i primi successi durante la Prima Guerra di Armageddon, Ghazghkull venne respinto, anche grazie alle abilità strategiche del Commissario Yarrick, che da quel momento divenne suo nemico giurato ed oggetto di grande rispetto da parte dello stesso Ghazghkull, nonché famoso in tutto l'Imperium. Questa fu conosciuta come la Seconda Guerra, ma Ghazghkull non si arrese e tentò nuovamente di invadere il pianeta. Un'immensa crociata dei Templari Neri, delle legioni della Guardia Imperiale e della guardia Planetaria riuscirono, a un prezzo altissimo, a respingerlo e a vincere la Terza Guerra.

### Kapitan Badrukk
Dopo Ghazghkull è di sicuro l'Orko più potente; è il migliore dei rikkaztri (gli Orki mercenari), lui e i suoi uomini posseggono le migliori armi di luzzo di tutto l'universo (orkezco). Badrukk ha un odio profondo per i Tau, questi infatti lo hanno sonoramente sconfitto una volta ferendolo gravemente e uccidendo tutti i suoi Orki; è inoltre il peggior nemico dei Tiranidi, è riuscito a indebolire (e probabilmente a distruggere) da solo uno dei tentacoli della flotta alveare tiranide Kraken; si racconta anche che abbia ucciso personalmente una balena del vuoto, animali misteriosi che popolano il Warp.

### Dok Pazzo Grotsnik
Grotsnik mantiene i tratti comuni di tutti gli altri Dok Orki quali l'insano attaccamento alle scienze mediche e alla chirurgia. Tuttavia in lui il fanatismo è arrivato a livelli tali da renderlo totalmente folle, spingendolo a compiere esperimenti su se stesso, rendendolo una sorta di cyber-orko, metà macchina.
Malgrado questo, Grotsnik è il migliore Dok conosciuto, infatti fu lui a compiere l'intervento al cranio del Gran Kapoguerra Ghazghkull, ed è per questo episodio che si introduce nel background del gioco.

### Wadzakka Gutsmek
Wadzakka è il "profeta" del culto degli zvelti, un tempo era il migliore mek del mondo degli Orki: scoperta la passione per la moto e dopo averne costruita una (la migliore di tutte), non è mai più sceso da questa, il suo piano più infido è quello di carpire i segreti del Warp per poter creare dei teletrasporti con cui viaggiare di mondo in mondo (al fine di distruggerli) senza dover mai scendere dalla sua moto.

### Il Vecchio Zogwort
Senza dubbio il più potente dei Tipi Ztrani (gli psionici degli Orki), è anche lui una specie di mercenario, poiché offre i suoi servigi a chi può permettersi di pagarlo, ma i suoi "uomini" in realtà sono dei serpenti Squig, prima esseri di razza varie, trasformati da Zogwort in persona. Il suo potere, che lo differenzia dagli altri Tipi Ztrani, è quello di poter trasformare chiunque in uno Squig serpente (nel gioco può solo farlo con i personaggi). 

### Kapoguerra Gorgutz
L'orko più feroce di tutti nel M41, alto 3,12 metri, ha armi e gadget incorporati chirurgicamente a causa di diversi scontri, il più celebre quello con il commissario Yarrik, che gli tagliò un piede e un occhio: da quel momento sono acerrimi nemici. Egli è presente nella campagna su Kronus nella regione a Sud Ovest del continente; è un Orko più intelligente degli altri e riesce persino a coordinare mosse durante le battaglie, cosa che per gli standard degli Orki non è possibile.

### Kapo Snikrot
Nonostante sia considerato l'eroe più debole, Snikrot è in realtà il più forte: infatti, nonostante Ghazghkull sia il più forte, egli non è temuto dal corpo di Guardia Imperiale conosciuto col nome di Legione d'Acciaio (questo capitolo è infatti specializzato nella caccia agli Orki), Snikrot invece sì. Snikrot era un semplice Kapo guaztatore agli ordini di Ghazghkull durante la seconda guerra di Armageddon. Quando il kapoguerra si ritirò, Snikrot e i suoi uomini restarono sul pianeta, dove l'Orko perfezionò le sue capacità di mimetizzazione al massimo, così da riuscire ad entrare negli accampamenti nemici ed uscirne (dopo aver compiuto una strage) tranquillamente. 
Snikrot è uno degli Orki più intelligenti: per prima cosa riesce a pronunciare la lettera "S" (infatti, mentre gli altri Orki lo chiamo "Znikrot", lui riesce a pronunciare il suo nome correttamente), sa leggere la lingua degli uomini, ed è un esperto della tattica mordi e fuggi, praticamente sconosciuta agli Orki (che normalmente praticano una "mordi e mordi"). Snikrot combatte con due enormi coltelli chiamati le Zanne di Mork (uno degli dèi Orki) e porta sulle braccia le piastrine degli uomini che ha ucciso (praticamente ha le braccia ricoperte da esse). Qualunque essere dotato di intelligenza lo teme, perfino gli eroi delle altre razze e i cacciatori di Orki (come i già nominati uomini della Legione d'Acciaio). Su Armageddon ogni sera tutti, anche i commissari più coraggiosi, pregano l'Imperatore affinché non siano i prossimi ad assaggiare le zanne di Mork di Snikrot.

### Il Gobbo RoZZo
Il Gobbo RoZZo è il leader delle forze dei Gretchin ribelli nel gioco Gorkamorka, ambientato in un pianeta dell'universo di Warhammer 40.000. Egli è a capo del Comitato dei Gretchin Ribelli, che combatte perseguendo ideali di parità di diritti di stampo pseudo-comunista. Questo personaggio appare come una specie di Robin Hood, al quale è data la caccia costantemente ma che, grazie alla sua scaltrezza e all'appoggio dei suoi sottoposti, riesce a farla in barba costantemente ai suoi inseguitori.

### Urrlak Urg
Urrlak Urg è il secondo Kapoguerra Orko più potente mai esistito. Durante gli anni della Grande Crociata controllava una vasta regione di spazio con al suo centro il pianeta Ullanor. L'Imperatore e Horus guidarono l'assalto in quella che divenne conosciuta come Crociata di Ullanor. Urrlak venne ucciso proprio sul pianeta Ullanor, dove l'Imperatore guidò in battaglia un'armata della Legio Custodes.

### La Bestia
La Bestia è attualmente considerato il più potente Kapoguerra mai esistito, persino più potente di Urrlak, ma anche gli Orki della sua Waaagh! vengono considerati più potenti di quelli incontrati nella Crociata di Ullanor. Nel 544.M32, La Bestia guidò la propria Waaagh! tramite un insieme di Lune da Battaglia, ovvero grandi costrutti dalle dimensioni lunari equipaggiati con potentissime armi gravitazionali capaci di spazzare via interi pianeti. La Bestia causò il caos totale nell'Imperium e passarono diversi anni prima di riuscire ad eliminarlo. La minaccia portata dalla sua Waaagh! fu tale da causare eventi come La Decapitazione nel 546.M32, la creazione della Guarnigione della Morte, la quasi totale estinzione dei Magli Imperiali in seguito alla devastazione del pianeta Ardamantua e la scomparsa delle Sorelle del Silenzio.
È attualmente in corso una serie di dodici romanzi chiamata The Beast Arises che approfondirà gli anni durante i quali La Bestia portò devastazione nella galassia. Ne uscirà uno al mese e il primo, intitolato I am Slaughter, è uscito a dicembre 2015.